# Sushruta
Sushruta (en sanskrit : सुश्रुत (Suśruta)) est un chirurgien de l'Inde ancienne, un des auteurs du traité de chirurgie Sushruta Samhita (en sanskrit : सुश्रुतसंहिता / Suśruta Samhita), traité collectif parmi les textes fondateurs de la médecine ayurvédique, dans lequel la chirurgie humaine est classée en 8 catégories et où sont décrits plus de 300 procédures et 120 instruments chirurgicaux. 
On ne connaît pas avec certitude sa date de naissance et de décès, et de plus, différents Sushruta auraient participé successivement à l'élaboration de ce document. Le plus ancien, un sage, aurait vécu durant le Ier millénaire av. J.-C. Vers le IIe siècle, un autre Sushruta, chirurgien de son état, est vraisemblablement un des principaux compilateurs de la version actuelle du Sushruta Samhita (dont la fin de la rédaction est estimée vers le IVe siècle),.
Il effectuait des opérations de chirurgie plastique pour reconstruire les nez amputés. Il est souvent considéré comme le père de ce type de chirurgie.